# Frederick William Schlieder
Frederick William Schlieder (* 22. Januar 1873 in Forreston (Illinois); † 13. Januar 1953 in New York City) war ein US-amerikanischer Organist und Musikpädagoge.
Schlieder studierte an der Syracuse University und war Orgelschüler von Alexandre Guilmant. Er wurde 1914 Präsident der New York State Music Teachers Association und wirkte zu dieser Zeit als Organist an der Collegiate Church of Saint Nicholas. Später unterrichtete er Musiktheorie am Philadelphia Conservatory of Music. Er veröffentlichte zwei Werke über Orgelimprovisation: Lyric composition through improvisation (1927) und Improvisation at the organ (1949).